# Fancy Bear
Fancy Bear, такође познат као APT28 (користи фирма за интернет безбедност Mandiant), Pawn Storm, Sofacy Group (користи Касперски), Sednit, Tsar Team (употребљен од стране FireEye) и STRONTIUM или Forest Blizzard (Microsoft), јесте руски сајбер шпијунска група.
Фирма за сајбер безбедност CrowdStrikе сматра да је повезана са руском војном обавештајном агенцијом ГРУ. Британски министар спољних послова и Комонвелта, као и безбедносне фирме SecureWorks, ThreatConnect, и Mandiant, такође су поделили став да групу спонзорише руска влада. Године 2018, оптужница специјалног тужиоца Сједињених Држава идентификовала је Fancy Bear као ГРУ јединицу 26165. То се односи на њен јединствени број војних јединица пукова руске војске.
Штаб Fancy Bear-а и цела војна јединица, која је наводно специјализована за сајбер нападе које спонзорише држава, као и дешифровање хакованих података, били су на мети напада украјинских дронова 24. јула 2023. године; кров на суседној згради се срушио као резултат експлозија.
Fancy Bear је FireEye класификовао као напредну трајну претњу. Између осталог, група користи експлоатације нултог дана,пецање и малвер. Група промовише политичке интересе руске владе и позната је по хаковању е-поште Демократског националног комитета у покушају да утиче на исход председничких избора у Сједињеним Америчким Државама 2016.
Назив „Fancy Bear“ потиче од система кодирања који истраживач безбедности Дмитриј Алперович користи за идентификацију хакера.
Методе Fancy Bear, које вероватно раде од средине 2000-их, су у складу са капацитетима снаге државног апарата. Група циља на владине, војне и безбедносне организације, посебно на закавкаске и НАТО државе. Сматра се да је Fancy Bear одговоран за сајбер нападе на немачки парламент, норвешки парламент, француску телевизију TV5Monde, Белу кућу, НАТО, Демократски национални комитет, Организацију за европску безбедност и сарадњу и кампању Француски председнички кандидат Емануел Макрон.
Група понекад ствара онлајн личности како би сејали дезинформације, прикрили своју кривицу и створили алиби за своје активности.